# 아메리카 모빌

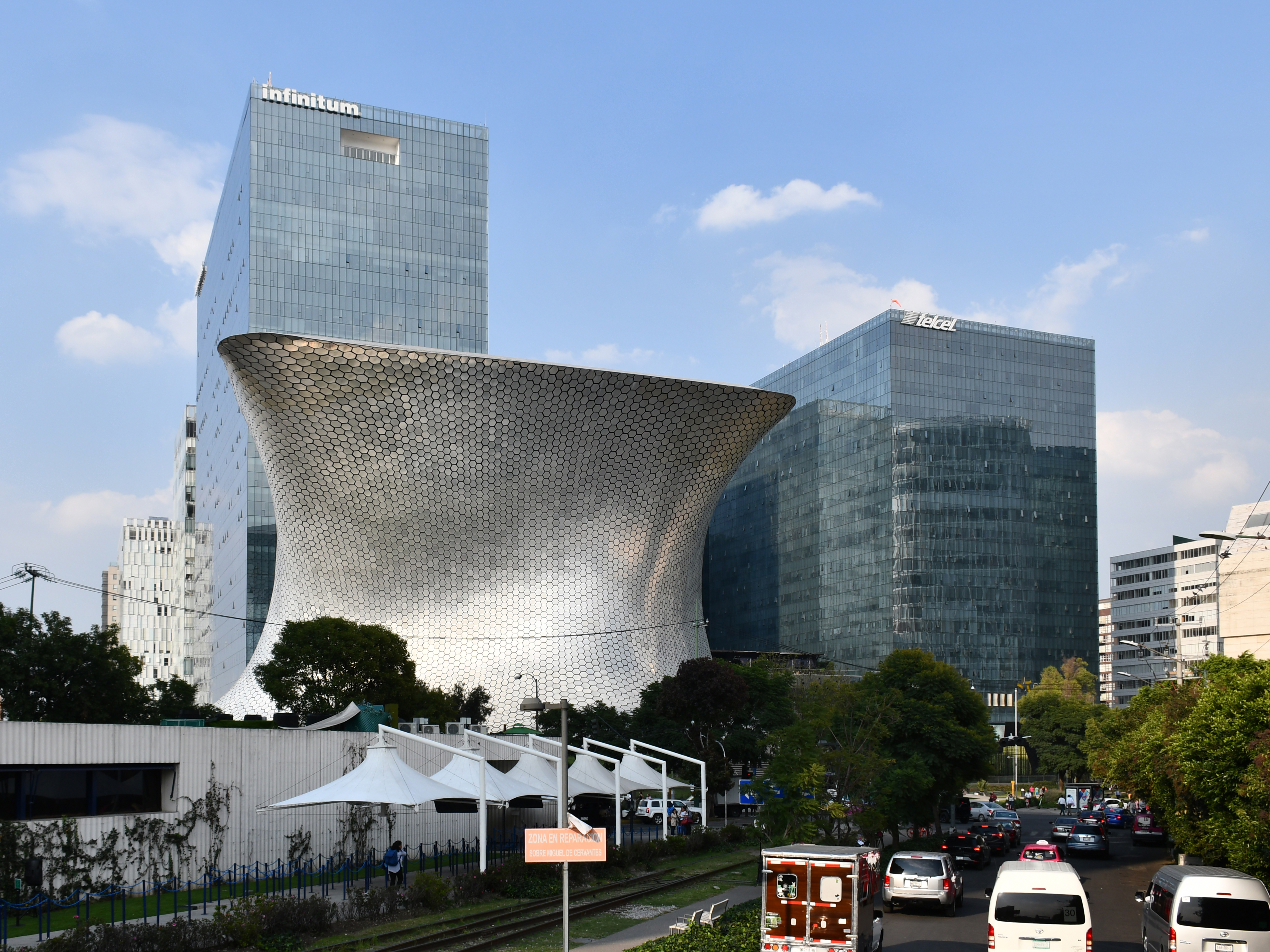

아메리카 모빌(스페인어: América Móvil)는 멕시코의 통신 기업이다.
텔레콤 오스트리아의 주요 주주이며 본사는 멕시코시티에 있다.

## 같이 보기
- 텔레콤 오스트리아
- 텔멕스
- 텔셀